# Дираџа
Дираџа (арапски језик: الدرعية‎, Al Dirija‎), познат и као Ad-Dir'iyah, је град у Саудијској Арабији који се налази у северозападној околини саудијске престонице Ријада, у долини Вади Ханифах. Дираџа је била изворни дом краљевске породичне династије Сауди и служила је као њихова престоница од 1744. до 1818. године. Данас је седиште гуверната Дираја у покрајини Ријад, с око 33.213 становника (2004).
Најстарије, и највише, подручје Тураиф у Дираџи из 15. века се у потпуности састоји од ћерпич грађевина тзв. Наџи стила који је карактеристичан за средиште Арабијског полуострва. Због тога је овај локалитет уписан на УНЕСКО-в Списак места Светске баштине у Азији и Аустралазији 2010. године.
Неке од најважнијих грађевина у Тураифу који се протеже на 29 хектара:
- Цитадела Салуа од четири спрата из 1818. године (слика десно) се састоји од пет делова које су градили други саудијски владари. Она је постала политичко и верско средиште Саудијаца у 18. веку, одакле се ширила вехабијска исламска реформа.[3]
- Палата Сад бин Сауд је једна од највећих и славна је по свом раскошном дворишту.
- Гостињска кућа и хамам А Тураиф имају више повезаних просторија, а знаменита је водоотпорност купки постигнута различитим врстама гипса.[4]
- Џамија имама Мухамеда бин Сауда, првог саудијског владара, је постала верско и образовно средиште у које су долазили ученици из целе Арабије.
- Парк Мосим је место где тренира фудбалски клуб ФК Мосим

- Остаци стамбеног насеља
- Ћерпич зидине палате
- Дираџа из долине Уади